# Піщана (притока Обі)
Піща́на (рос. Песча́ная) — річка у Росії, ліва притока Обі, тече в Республіці Алтай і Алтайському краї у серед хребтів і в північних передгір’ях Алтайських гір (південно-східний Сибір).

## Фізіографія
Річка Піщана починається на висоті приблизно 1600 м над рівнем моря у підніжжя Семінського перевалу на території Онгудайського району Республіки Алтай. Від витоку річка тече на захід і північний захід, відразу потрапляючи до Шебалінського району; за 20 км від витоку на річці знаходиться село Беш-Озек, де вона приймає відразу кілька дрібних приток і повертає на північ, формуючи гірську долину між Ануйським і Чергінським хребтами Алтайських гір. Невдовзі її русло дещо відхиляється до заходу; північно-західний напрямок річка утримує протягом всього верхового відрізку своєї течії. Між селами Іль'їнка і Тоурак річка перетинає кордон Республіки Алтай, потрапляючи до Алтайського краю.
Приблизно за 15 км нижче села Куяган річка різко повертає на захід і починає помітно петляти; тут вона тече по майже ненаселеній місцевості через серію вузьких ущелин, прорізаних у гранітній основі Бєлокурихинського масиву. Поступово напрямок річки знову відхиляється до півночі, і к моменту, коди вона виходить на рівнину біля села Красний Городок, вона вже тече майже точно на північ.
Практично відразу по виході на рівнину Піщана повертає на схід і тече по передгірним степам у північно-східному і східному напрямку; Ануйський Увал — пасмо невисоких пагорбів висотою під 100 м — відокремлює долину Піщаної від сусідньої річки Ануй. Після злиття з Бєлокурихою, річка повертає на північ і тече в цьому напрямку до злиття з правою притокою Поперечною біля райцентру Смоленське, після чого повертає на північний захід. Цей напрямок вона утримує до самого злиття з Об’ю за декілька кілометрів після села Піщане. Місце впадіння Піщаної в Об знаходиться за 15 км нижче за течією від утворення Обі при злитті Бії і Катуні.
Басейн має форму вузької витягнутої у меридіональному напрямку смуги, яка розширюється після виходу на рівнину, обмеженої з заходу Ануйським хребтом, зі сходу — Чергинським, з півдня — відрогами Теректинського і Семінського хребтів Алтайських гір.
Найважливіші притоки: Велика Тиха, Бистра, Солоновка — ліві, Чорнова, Белокуріха, Поперечна — праві.

## Гідрологія
Довжина річки 276 км, площа басейну 5 660 км². Середньорічний стік, виміряний за 54 км від гирла біля села Точильне у 1931–2000 роках, становить 31,5 м³/с. Багаторічний мінімум стоку спостерігається у лютому (6,3 м³/с), максимум — у квітні (88,7 м³/с). За період спостережень абсолютний мінімум місячного стоку (2,65 м³/с) спостерігався у лютому 1968 року, абсолютний максимум — у травні 1937 (235 м³/с).

## Інфраструктура
Річка несудноплавна. 
Піщана тече по території Онгудайського і Шебалінського району Республіки Алтай і Алтайського, Смоленського і, на дуже невеликому відрізку середньої течії, Солонешенського районів Алтайського краю.
Долина Піщаної, за винятком її середньої течії від Куягану до виходу на рівнину, густо заселена; хоча крупних міських центрів на її берегах немає, тут багато великих сіл, в тому числі районний центр Смоленське. Інші значні поселення на Піщаній: Беш-Озек, Шаргайта, Барагаш, Іль’їнка (Республіка Алтай), Тоурак, Куяган, Красний Городок, Солоновка, Сичевка, Новотиришкіно, Точильне, Александровка, Кіровський, Ліневський, Заречний, Піщане. Низов’я Піщаної в передгір’ях Алтаю — зона інтенсивного рільництва.
Удовж усієї рівнинної частини Піщаної існують автодороги з твердим покриттям, які з’єднують її долину з долинами сусідніх річок: селами Петропавловським і Ануйським на Ануї, райцентрами Совєтське і Алтайське на Каменці. Удовж середньої течії Піщаної доріг немає; її верхова частина сполучається з рівнинною частиною краю через село Алтайське. Верхів’я Піщаної з’єднані автодорогою с Усть-Каном на Чариші, а також через Верх-Кукуя, Чергу і Камлак — з долиною Катуні на сході.
Відомий алтайський курорт Белокуріха знаходиться на правій притоці Піщаної тієї же назви в передгірній частині її басейну.

## Природні пам’ятки
Попри свою назву на більшій частині своєї течії Піщана — мальовнича гірська річка, яка має популярність серед туристів, зокрема туристів-водників. Маршрут по Піщаній належить до 3-ї категорії складності, в основному через дуже складну ділянку ущелин у середній течії, яка має 5-ту категорію. Щороку навесні на річці проводяться краєві змагання з техніки водного туризму, які приваблюють велику кількість учасників і глядачів.
Урочище Щоки — пам’ятка природи крайового значення, яка розташована за 6,5 км від села Солоновка. Це відрізок річки довжиною 2,5 км безпосередньо перед її виходом на рівнину. Піщана тече тут у глибокій ущелині з вертикальними стінами, з великою кількістю порогів і перекатів.
Гирло Піщаної також має статус природної пам’ятки; в цих місцях багато заплавних озер і заток, в яких гніздяться водоплавні птахи.